# (4716) Urey
(4716) Urey est un astéroïde de la ceinture principale.

## Description
(4716) Urey est un astéroïde de la ceinture principale. Il fut découvert le 30 octobre 1989 à l'observatoire interaméricain du Cerro Tololo par Schelte J. Bus.

### Caractéristiques orbitales
(4716) Urey présente une orbite caractérisée par un demi-grand axe de 3,18 UA, une excentricité de 0,14 et une inclinaison de 10,1° par rapport à l'écliptique.

### Caractéristiques physiques
(4716) Urey a une magnitude absolue (H) de 11.69, un albédo et un diamètre de 15,409 km.

## Étymologie
Cet astéroïde est nommé en l'honneur d'Harold Clayton Urey (1893–1981).

## Compléments